# Intercourse
Intercourse è un'area non incorporata della contea di Lancaster in Pennsylvania, a 10 miglia dalla città di Lancaster, sulla Pennsylvania Route 340. Intercourse è un sito turistico molto popolare, poiché vi si trova la comunità amish. Il film Witness - Il testimone fu girato ad Intercourse, così come In ricchezza e in povertà è stato girato nell'area tangente al villaggio. A causa dell'insolito nome della cittadina (che in inglese significa «rapporto sessuale»), i segnali stradali vengono spesso rubati.

## Economia
Il turismo e l'agricoltura sono le due maggiori fonti di guadagno della zona. Piccole aziende vendono manufatti e cibi Amish, e ci sono le corse dei cavalli con carrozzella. La cittadina registra migliaia di turisti ogni anno.

## Storia
Intercourse è stata fondata nel 1754. La comunità si chiamava in origine Cross Keys, il nome di una taverna locale. Fu ribattezzata Intercourse nel 1814 e il sito del villaggio propone diverse teorie sulle origini del nome.

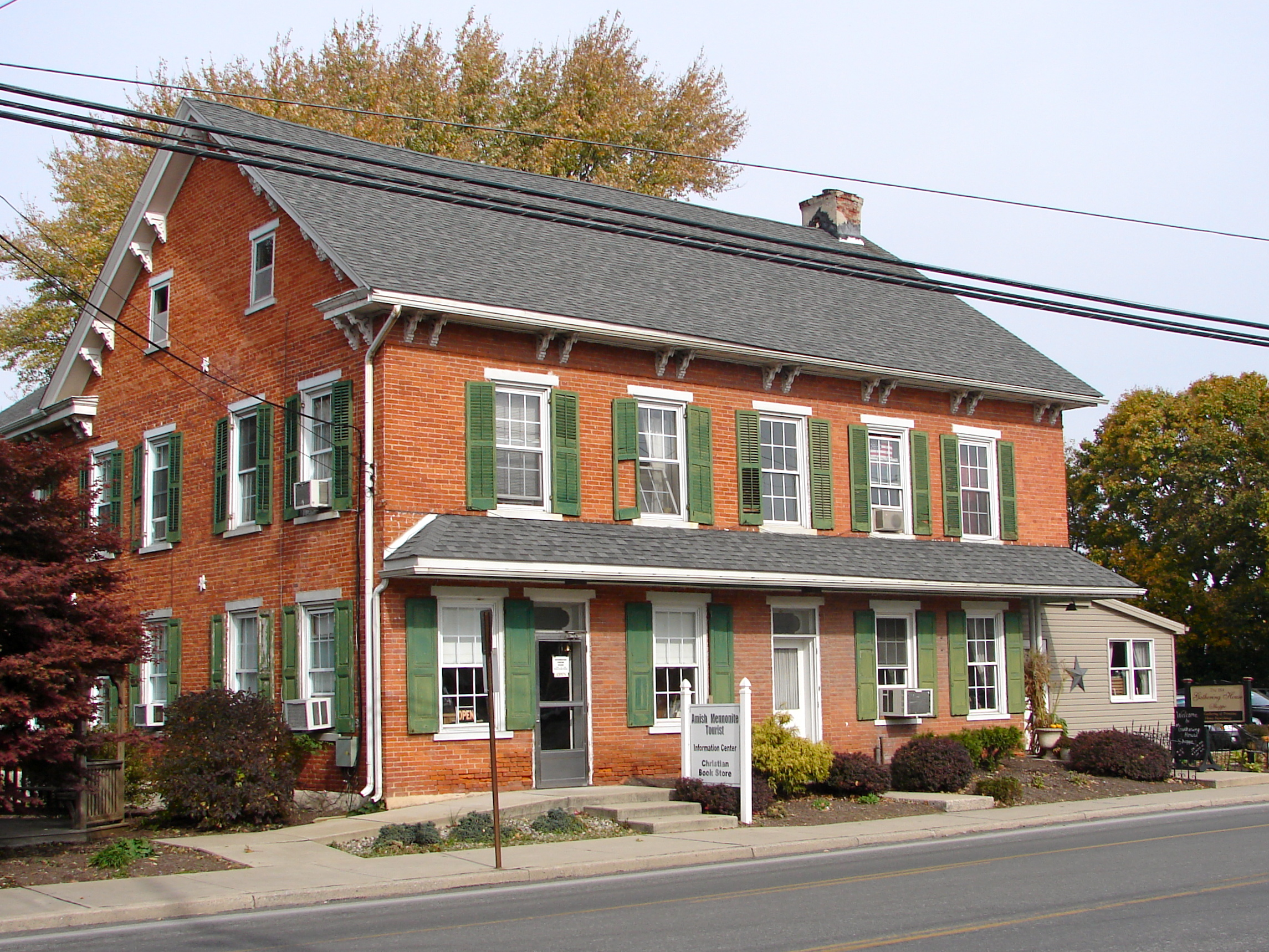
Centro amish di informazioni turistiche

## Siti turistici
Musei e siti storici
- - American Military Edged Weaponry Museum[2]
  - People's Place Quilt Museum[3]
  - The People's Place[4]